# Златната клонка
„Златната клонка“ (на английски: The Golden Bough: A Study in Magic and Religion – „Златната клонка: Изследване по магия и религия“) е сравнителноисторическо изследване на митологията и религията на народите и цивилизациите от древността до съвременността.
Автор на книгата е шотландският антрополог Джеймс Джордж Фрейзър. Първото издание е през 1890 г. в Лондон в два тома, а второто – в три тома – през 1900 г.
Третото, пълно издание на „Златната клонка“ излиза преди началото на Първата световна война (в годините 1906 – 1915) и е в поредица от 12 тома. По-сетне издателите решават да създадат редактиран съкратен вариант на книгата, за да го предоставят в по-достъпен вид и на повече читатели.
Книгата представлява светско изследване на митологията и религията като културни феномени. Включването на християнските ритуали и вярвания наред с останалите предизвиква недоволство и съответният материал е премахнат от следващите издания.

## Оценки
Авторът свързва историята на старогръцките и римските митове с постигнатото от науката в областта на етнологията и антропологията. Фрейзър достига до извода, че еволюцията на човечеството зависи от завръзката мит – магия – религия – научно познание. Основната заслуга за развиването и утвърждаването на етнологията като самостоятелна научна дисциплина принадлежи именно на Фрейзър с неговата творба „Златната клонка“.
Книгата е преведена на български, но в съкратения си популярен вариант в два тома. За първи път „Златната клонка“ е издадена на български през 1984 – 1986 г. Второто ѝ (също съкратено) българско издание е луксозно и илюстрирано; то е от 2007 г.